# زامل بن حسين الجبري
ٱلشَّيۡخُ زَامِلُ بۡنُ حُسَيۡنٍ ٱلۡجَبۡرِيُّ أوَّلُ حُكَّام الدولة الجبرية ومؤسسها، تولى حُكم الدولة من سنة 820 هـ/ 1417 م حتى سنة 870 هـ/ 1465 م.
استغل الشيخ زامل تدهور الأوضاع السياسية عند الجروانيين في الأحساء فسيطر عليها سنة 820 هـ/1417 م ليؤسس الدولة الجبرية فيها ويجعلها مقرًا لها واستغل تدهور الأوضاع السياسية عند الهُرمُزيين فسيطر على القطيف واستطاع إخضاء إقليم نجد إلى نفوذه وتأديب المتمردين فيها وامتدَّت دولته من أطراف كاظمة شمالًا إلى الأحساء جنوبًا ومن إقليم البحرين شرقًا إلى نجد غربًا.

### فهرس المراجع
منشورات
عربيَّة
1. ↑  الخالدي (2011)، ص. 28-29.

### بيانات المراجع (مُرتَّبة حسب تاريخ النشر)
الكُتُب
العربيَّة
- خالد بن عزام بن حمد الخالدي؛ إيمان بنت خالد الخالدي (2011). السلطنة الجبرية: في نجد و شرق الجزيرة العربية (ط. 1). بيروت: الدار العربية للموسوعات. ISBN:978-9953-563-16-9. LCCN:2011332519. OCLC:705005796. OL:25365932M. QID:Q120997896.

| ألقاب ملكية | ألقاب ملكية            | ألقاب ملكية      |
| ----------- | ---------------------- | ---------------- |
| سبقه --     | شيخ الجبور 1417 - 1465 | تبعه سيف بن زامل |